# Пелопоннеський союз

Мапа Пелопоннесської війни

Пелопонне́ський сою́з — об'єднання давньогрецьких полісів Пелопоннеса, окрім Аргоса і частково Ахайї, очолюване Спартою.Пелопоннеський союз існував з другої половини 6 ст. до середини 4 ст. до н. е. і складався поступово в результаті послідовних угод між Спартою та іншими полісами. Спарта, створюючи Пелопоннеський союз, прагнула до гегемонії в еллінському світі і розраховувала на допомогу союзників під час придушення повстань ілотів. Інші поліси Пелопоннесу сподівалися на військову підтримку Спарти.

## Зародження союзу
Союз оформився раніше Першого Афінського морського союзу, він виник у середині VI століття до н. е. та створювався поступово на основі окремих угод між Спартою та іншими полісами. Спарта, створюючи Пелопоннеський союз, прагнула лідерства у Греції і розраховувала допоможе союзників при придушенні повстань ілотів. Інші поліси Пелопоннесу сподівалися на військову підтримку Спарти у разі зовнішньої небезпеки. Що стосується війни кожен член Союзу виставляв 2/3 своєї військової сили, але верховне командування належало спартанцям.

## Система та управління всередині союзу
Вищим органом Пелопоннеського союзу були збори всіх союзників, які очолювали спартанські ефори. Кожен поліс, незалежно від того, чи був він великим або маленьким, мав один голос на зборах, що дозволяло Спарті домагатися прийняття необхідних рішень, протиставляючи дрібні поліси більшим
Пелопоннеський союз постійно підтримував олігархічні угрупування у давньогрецьких державах, а з перемогою у Пелопоннеській війні (431—404 до н. е.) перетворився на загальногрецький блок, який повсюдно насаджував олігархічне правління.

## Територія
Перший час після освіти він включав поліси, розташовані на Пелопоннесському півострові. На початку греко-перських війн Пелопоннеський союз злився з Всегрецьким оборонним союзом і брав участь у відображенні навали персів. До середини п'ятого століття до складу союзу ввійшли майже всі поліси Пелопоннесского регіону, крім ворожого Спарті Аргоса. Крім Пелопоннеських міст членами союзу стали Фіви, Епідавр, Аркадія, Фліунт, Тройзен, Герміона, Еліда, а також такі потужні торгові центри, як Мегара, Сікіон і Коринф і цілий ряд дрібніших полісів Фокіди, Доріс та Лефкади (областей у Середній Греції). Переважна більшість полісів, що входили в союз, ставилося до аграрних. Їх характерно слабкий розвиток ремесла і торгівлі. Зрозуміло, більшість полісів мала олігархічний устрій з консервативною політичною програмою та архаїчними суспільними відносинами. Перемога Спарти в Пелопоннеській війні (431—404 роки до н. е.) перетворила Пелопоннеський союз на загальногрецьке об'єднання на чолі зі Спартою. Після поразки Спарти у війні з Фівами (362 до н. е.) Пелопоннеський союз розпався. Спроба відновити його в 30-і роки 4 століття до н. е. закінчилася невдачею.